# Orden al Mérito Artístico y Cultural Pablo Neruda
La Orden al Mérito Artístico y Cultural Pablo Neruda es el máximo reconocimiento que entrega el Ministerio de las Culturas de Chile a aquellas figuras que han destacado por sus aportes realizados en el ámbito del arte y la cultura.
Esta condecoración fue creada en 2004 por el Consejo Nacional de la Cultura y las Artes del Gobierno de Chile en el marco de la conmemoración del centenario del natalicio del poeta chileno Pablo Neruda.
Fue entregada por primera vez el 5 de julio de 2004 al alcalde de Barcelona, Joan Clos, y a cerca de 15 artistas iberoamericanos —entre ellos, Miguel Bosé, Joan Manuel Serrat, Víctor Manuel, Ana Belén, Jorge Drexler, Julieta Venegas, Antonio Ríos— que participaron en el Homenaje Musical Neruda en el Corazón que se realizó en el Palau Sant Jordi, como una forma de celebrar las festividades por el natalicio del poeta.

## Condecorados
| Año  | Nombre                    | Disciplina                                           | Fecha                                |
| ---- | ------------------------- | ---------------------------------------------------- | ------------------------------------ |
| 2005 | Carmen Luz Beuchat        | Coreógrafa                                           | 5 de marzo de 2005 – Día de la Mujer |
| 2005 | Isidora Aguirre           | Dramaturga y escritora                               | 5 de marzo de 2005 – Día de la Mujer |
| 2005 | María Elena Gertner       | Escritora, guionista, dramaturga y actriz            | 5 de marzo de 2005 – Día de la Mujer |
| 2005 | Roser Bru                 | Artista Visual                                       | 5 de marzo de 2005 – Día de la Mujer |
| 2005 | Juan Luis Ysern de Arce   | Obispo                                               | 1 de abril de 2005                   |
| 2005 | Roberto Parra             | Músico (premio póstumo)                              | 21 de abril de 2005                  |
| 2005 | Hernán Baldrich           | Bailarín y coreógrafo                                | 28 de abril de 2005                  |
| 2005 | Tito Beltrán              | Tenor                                                | 28 de abril de 2005                  |
| 2005 | Patricio Bunster          | Coreógrafo                                           | 28 de agosto de 2005                 |
| 2005 | Tomás Chotzen             | Presidente Fundación ANDES                           | 28 de agosto de 2005                 |
| 2005 | Mariano Silva             | Crítico de cine                                      | 28 de agosto de 2005                 |
| 2005 | Patricio Guzmán           | Cineasta                                             | 31 de agosto de 2005                 |
| 2005 | Carmen Brito              | Montajista y restauradora                            | 17 de octubre de 2005                |
| 2005 | Pedro Chaskel             | Editor y director de cine                            | 17 de octubre de 2005                |
| 2005 | Sergio Bravo              | Cineasta y documentalista                            | 17 de octubre de 2005                |
| 2005 | Delia Domínguez           | Escritora                                            | 14 de diciembre de 2005              |
| 2005 | Marta Cruz-Coke           | Gestora cultural                                     | 14 de diciembre de 2005              |
| 2005 | Margot Loyola             | Folklorista                                          | 29 de diciembre de 2005              |
| 2006 | Bono Vox                  | Músico                                               | 26 de febrero de 2006                |
| 2006 | Alejandro Jodorowsky      | Escritor                                             | 27 de abril de 2006                  |
| 2006 | Rubén Blades              | Músico y político                                    | 27 de diciembre de 2006              |
| 2007 | Pina Bausch               | Coreógrafa                                           | 11 de enero de 2007                  |
| 2007 | Luis Alarcón              | Actor                                                | 26 de septiembre de 2007             |
| 2007 | Julio Bocca               | Bailarín                                             | 24 de noviembre de 2007              |
| 2008 | Ennio Morricone           | Compositor                                           | 19 de marzo de 2008                  |
| 2009 | Isaac Frenkel             | Expresidente de Fundación Beethoven                  | 27 de agosto de 2009                 |
| 2010 | Laura Esquivel            | Escritora                                            | 21 de enero de 2010                  |
| 2010 | Cristina Gallardo-Domas   | Cantante lírica                                      | 23 de septiembre de 2010             |
| 2010 | Plácido Domingo           | Cantante lírico                                      | 23 de septiembre de 2010             |
| 2010 | Daniel Catán              | Compositor y músico                                  | 23 de septiembre de 2010             |
| 2010 | Antonio Skármeta          | Escritor                                             | 23 de septiembre de 2010             |
| 2012 | Miguel Castillo Didier    | Estudioso de la cultura griega                       | 27 de marzo de 2014                  |
| 2012 | Lucho Gatica              | Cantante                                             | 25 de noviembre de 2012              |
| 2013 | Los Jaivas                | Banda de rock progresivo                             | 30 de septiembre de 2013             |
| 2014 | Raquel Barros             | Folclorista, investigadora y académica               | 30 de enero de 2014                  |
| 2014 | Matilde Pérez             | Artista Visual                                       |                                      |
| 2014 | Paz Errázuriz             | Fotógrafa                                            |                                      |
| 2014 | Alejandro Sieveking       | Dramaturgo                                           |                                      |
| 2014 | Luis Cárdenas             | Artista circense                                     |                                      |
| 2014 | Themo Lobos               | Dibujante                                            |                                      |
| 2014 | Cuarteto Latinoamericano  | Grupo musical                                        |                                      |
| 2014 | Fernando García           | Compositor                                           |                                      |
| 2014 | Gabriel Valdés            | Diplomático y político                               |                                      |
| 2014 | Los Blue Splendor         | Grupo musical                                        |                                      |
| 2014 | Arturo Navarro            | Gestor cultural                                      |                                      |
| 2014 | Nicola Schiess            | Gestora cultural                                     |                                      |
| 2015 | Quino                     | Dibujante                                            | 15 de enero de 2015                  |
| 2016 | Valentín Trujillo         | Pianista                                             |                                      |
| 2016 | Vicente Bianchi           | Compositor                                           |                                      |
| 2016 | Bélgica Castro            | Actriz                                               |                                      |
| 2016 | Claudio Di Girólamo       | Pintor, dramaturgo y escenógrafo                     |                                      |
| 2016 | Alicia del Carmen Cáceres | Orfebre                                              |                                      |
| 2016 | Joan Turner               | Bailarina                                            | 9 de diciembre de 2016               |
| 2017 | Jorge González Ríos       | Músico                                               | 7 de enero de 2017                   |
| 2017 | Humberto Duvauchelle      | Actor y académico                                    |                                      |
| 2017 | Juan Allende-Blin         | Compositor                                           | 9 de agosto de 2017                  |
| 2017 | Alfredo Saint-Jean Domic  | Gestor cultural                                      | 27 de diciembre de 2017              |
| 2020 | Carmen Barros             | Actriz, cantante, compositora, docente y diplomática | 7 de enero de 2020                   |
| 2024 | La Sonora de Tommy Rey    | Grupo musical                                        | 25 de mayo de 2024                   |
| 2024 | André Rieu                | Violinista, director de orquesta y compositor        | 9 de septiembre de 2024              |